# Клинцовско-Новозыбковская епархия
Клинцовско-Новозыбковская епархия (Клинцовско-Ржевская епархия) — историческая епархия Русской православной старообрядческой церкви, существовавшая в 1954—2004 годах.

## История
В состав епархии были включены Стародубье и Ветка — исторические центры дореволюционного старообрядчества. В дореволюционной России они располагались на пограничных территориях Черниговской и Могилёвской губерний, где находилось свыше 30 старообрядческих поселений. Ныне их территория соответствует нынешним сопредельным территориям юго-западных районов Брянской области Российской Федерации и северо-восточным районам Гомельской области Республики Беларусь. Стародубье являлось центром старообрядческого предпринимательства, меценатства, иконописания, книгописания, старообрядческой полемики, религиозного шитья и вышивки. Старообрядцы-предприниматели создали в городе Новозыбкове производство спичек, в посаде Клинцы — суконное производство. Старообрядцы Стародубья и Ветки занимались промыслами и торговлей.
На основании Указа «об укреплении начал веротерпимости» императора Николая II и последующих документов правительства в России началась регистрация старообрядческих общин как юридических лиц. Период 1905—1917 годов вошёл в историю старообрядчества как «золотой век», в продолжении которого старообрядцам Стародубья удалось построить не только новые храмы, но и отреставрировать свои старообрядческие монастыри: Преображенско-Никольский, Иоанно-Предтечиев (Красноборский).
12 июля 1912 года во епископа Новозыбковского и Гомельского был поставлен епископ Флавиан (Разуваев), управлявший епархией до смерти 27 июня 1933 года.
В 1928 году началось закрытие храмов епархии. До 1930 годов духовная жизнь сохранялась в Иоанно-Предтечиевом Красноборском, Преображенско-Никольском Клинцовском, Каменско-Успенском женском скитах, Воронокских мужских скитах. Большинство священников в данный период подверглось репрессиям со стороны органов советской власти и конфискации имущества. В результате этой активной антирелигиозной кампании, проведённой местными органами советской власти, уже к 1940 году на территории Гомельщины были закрыты все старообрядческие храмы и молельни. В 1930-х годах происходило уничтожение старообрядческих церквей и монастырей города Клинцы. В это же время «в Покрово-Никольском храме была открыта пекарня, в Вознесенской церкви — склад зерна, в Преображенской — детский сад, в Покровской, рядом с Троицкой, — после войны устроили театр, а позже — склад Клинцторга».
В годы Великой Отечественной войны произошло возрождение старообрядческих общин Стародубья и Ветки — в Клинцах, Новозыбкове, Гомеле открылись храмы, в них совершалось общественное богослужение. После освобождения этой территории от оккупантов необходимо было возрождение священнического служения. В священники были рукоположены люди, не запятнавшие себя в период оккупации сотрудничеством с захватчиками.
Епископ Русской православной старообрядческой церкви Геронтий (Лакомкин), совершивший в августе 1948 года поездку в Клинцы, Новозыбков, Мильчи, Гомель, докладывал архиепископу Иринарху, что 14—15 августа 1948 года состоялось богослужение в Рождественско-Никольском храме Новозыбкова, которое было проведено им в сослужении настоятеля храма Феодора Щербакова и священника Игнатия Абрамова. «Литургия совершена соборне, а после литургии сказано слово о молитве, о почитании святых храмов, об исполнении святых обетов, данных нами при святом крещении, с призывом ко всем к честному труду, что быть лучшими гражданами своей родины». Епископ Геронтий отмечает в новозыбковском храме наличие церковного совета, хорошее пение, ремонт, образцовую чистоту, убранство храма. Особое впечатление осталось у епископа Геронтия от пребывания в Клинцах. «Храм был переполнен молящимися и за всенощной, и за литургией. Певцы пели очень хорошо. Славники все нараспев и „Свете тихий“ и „Святым Духом“ демеством. За литургией „Единородный“ демеством и почти вся литургия демеством. На молебне весь канон пели нараспев. Подлинная старина, чинность и порядок, в чём ясно видна деятельность и заботливость настоятеля святого храма прот[оиерея] о. Максима Малеванкина»
Клинцовско-Новозыбковская епархия была учреждена 17 марта 1954 года решением Совета архиепископии. В состав епархии вошли Клинцы, Новозыбков, Святск Брянской области, деревня Малая Липка Смоленской области, Добрянка Черниговской области, Гомель. Правящим архиереем был назначен епископ Вениамин (Агальцов).
21 октября 2004 года на Освященном соборе в Москве принято решение «Клинцовско-Ржевскую епархию впредь именовать Санкт-Петербургской и Тверской».

## Епископы
- 20 октября 1855 — 21 января 1884 — Конон (Дураков)  епископ Новозыбковский
- 20 ноября 1876 — 14 июня 1906 — Сильвестр (Малышев)  епископ Новозыбковский и Балтский, сначала епископ Балтский
- 24 января 1906 — 23 июня 1907 — Ермоген (Перфилов) , епископ Черниговский и Новозыбковский
- 23 июня 1907 — 27 сентября 1910 — Михаил (Кузнецов) , епископ Черниговский и Новозыбковский
- 29 июня 1912 — 27 июня 1933 — Флавиан (Разуваев) , епископ Новозыбковский и Гомельский
- 17 марта 1954 — 12 июля 1962 — Вениамин (Агальцов)
- 16 февраля 1964 — 26 мая 1973 — Иоасаф (Карпов)
- 27 мая 1973 — 5 января 1986 — Анастасий (Кононов) , еп. Донской и Кавказский
- 5 января 1986 — 12 марта 1989 — Алимпий (Гусев)  в/у с 6 июля 1986 года
- 12 марта 1989 — 29 января 1995 — Лукиан (Абрамкин)